# ああ播磨灘 (メガドライブ)
『ああ播磨灘』は、セガ・エンタープライゼスが1993年に発売したメガドライブ用ゲームソフト。キャッチコピーは『遊ぶと強くなる横綱ゲーム』。

## 概要
『バトルゴルファー唯』や『マージャンCOP竜』など、サントス（1991年にセガ傘下の「メガソフト」となり、1992年にセガに吸収合併）時代から特徴的なソフトを手掛けてきたメガソフトの「きんちゃん」率いる「チーム金山」が開発を担当した。ただし、きんちゃんは『ああ播磨灘』が発売される直前に退職したので、スタッフロールにきんちゃんの名前はない。
ストーリーおよび演出をプロデューサーのきんちゃんが制作。原作が当時まだ未完結（3巻が刊行される頃、本誌では婚約者が登場した頃）であったため、プロデューサーであるきんちゃんが原作者であるさだやす圭と打ち合わせしたところ、きんちゃんに開発が一任されたため、ゲームオリジナルのラスボスが登場するなど独自の展開となった。相撲パートは別の人物がもともと担当していたが、信用ならない人物だったため降ろされ、こちらもきんちゃんが担当することになった（そのため開発が遅れて発売日未定となり、ゲーム自体を作り直している由の謝罪文が「BEEP! メガドライブ」に掲載された）。
一応、相撲をテーマとした「スポーツゲーム」であり、実際に「BEEP！メガドライブ」誌では「スポーツゲーム」に分類されているが、実質は対戦型格闘ゲームに近く、セガ・エンタープライゼスでは「アクションゲーム」に分類されている（当時のメガドライブは「対戦型格闘ゲーム」という分類が無かったので「アクションゲーム」に分類された）。ジャンプ攻撃やコマンドによる「必殺技」が存在するなど、本来の相撲とはかけ離れたゲーム展開だが、初戦では必殺技の「火閻張り手」一発で敵が土俵外まで吹っ飛ぶなど、なるべく原作の豪快さを再現しようとしている。さだやす圭の元アシスタントがグラフィックを担当しているため、グラフィックのクオリティは原作とよく似ている。きんちゃんの声質がアニメ版で播磨灘を担当した大塚明夫にたまたま似ていたこともあり、「ぼけーっ！」「どすこい」など主人公を含めて全てのボイスをきんちゃんが担当した。
エンディングテーマの「播磨体操第一」は、きんちゃんの声がアニメ版に似ているのに気付いたサウンドの村崎がそれをサンプリングして悪乗りで作ったのをプログラマーに見せたところ、プログラマーも悪乗りして製作された。この「播磨体操第一」は、難易度を横綱（ハード）にしてクリア、またはパスワード画面で特定の文字を入力すると見れる。
システム上、1回でも敗れると即ゲームオーバーになるが、回数制限つきながらコンティニューが出来る。

## 反響
70連勝するまでに飽きる大味なゲーム性と「播磨体操第一」に象徴される悪ノリぶりから、メガドライブ中期を代表するクソゲーとしてメガドライブ専門誌『BEEP! メガドライブ』で絶大な人気を博し、2022年発売の『メガドライブ ミニ2』にも収録された。
また、「播磨体操第一」は、ファン投票をもとにしたコンピレーションアルバム『セガコン』にも収録された。

なお、2022年現在、作者のツイートにて、何故70連勝が必要だったのか?という理由が公開されている。

## 評価
パンチやジャンプなど実際の相撲と関係の無い挙動、70連勝できなければゲームオーバーという極めて高い難易度から、相撲ゲームとしての評価は低い。
『BEEP! メガドライブ』誌の人気企画「読者レース」を賑わせたクソゲーとしても名高い。通称「横綱播磨灘」。1993年のBEメガ読者レースを賑わせた『邪神ドラクソス』（通称「ドラクソ」）と『ソード・オブ・ソダン』（「帝王ソダン」）による「最下位帝王」（BEメガ読者レースの最下位の称号）争いに、『BEメガ』1993年12月号の読者レースにて初登場オッズ3.3636（全345本中337位）で乱入し、「ク〇ゲー(笑)」「E.本〇」「大うつけ者」「ソダンの最下位20連勝はワシが破る」などと評された（しかし結局、帝王ソダンの連勝を止めたのは「中嶋皇帝」こと『中嶋悟監修 F1ヒーローMD』だった）。『BEEP! メガドライブ』1994年2月号の「第5回メガドライブ・アカデミー賞」バ◎ゲー大賞では547票を獲得し（『スイッチ』に次ぐ2位）、BEメガ読者から「バカゲー」と広く認められた。BEメガ読者レースの最終オッズは4.2238点（全520本中495位）。「播磨体操第一」（通称「相撲ラップ」）も人気を博した。
BEメガドッグレースの平均オッズは5.75で、レビュワーの評価は実はそこまで悪くなかった。ファミ通では『ストII』ライクなゲーム性がそこそこ好評だった。
なお、セガからはメガドライブ版と同時期にゲームギア版も発売されている。ゲームギア版はメガドライブ版に輪をかけて評価が低く、BEメガ改めサタマガのGGソフト読者レース初登場にして史上初となる2点台の点数を叩き出して「小帝王」の称号を獲得。最終オッズは2.2602（全132本中132位）となり「播磨GG皇帝」の称号を獲得した（この記録は1996年に初登場で1点台をたたき出したセガサターン用ソフト『デスクリムゾン』に抜かれた）。

## 移植版
| No. | タイトル   | 発売日         | 対応機種           | 開発元   | 発売元 | メディア         | 型式     | 備考                                                       |
| --- | ---------- | -------------- | ------------------ | -------- | ------ | ---------------- | -------- | ---------------------------------------------------------- |
| 1   | ああ播磨灘 | 2022年10月27日 | メガドライブ ミニ2 | エムツー | セガ   | プリインストール | HAA-2524 | ジャンルは原版の「スポーツ」から「対戦格闘」に変更された。 |

## 参照
1. 1 2 3  “開発者インタビュー 村崎弘史（4ページ目）”. 2006年5月21日時点のオリジナルよりアーカイブ。2022年7月25日閲覧。
2. ↑  メガドラミニ２「ああ播磨灘」収録記念 - 魔界の夕焼けは飛んでいる蚊をパーン！した色Ⅱ（製作者のきんちゃんのホームページ）
3. ↑  “https://twitter.com/kin68000/status/1565920846387957761”. Twitter.   米国Twitter社. 2022年9月3日閲覧。
4. ↑  『BEEP! メガドライブ』、1994年2月号、p.109
5. ↑  株式会社QBQ編『懐かしのメガドライブ 蘇れメガドライバー!!』マイウェイ出版発行、2018年。ISBN 9784865118704 p118
6. ↑  『セガサターンマガジン』1995年9月号、p.85、ソフトバンク